# El hombre que amo
El hombre que amo fue una telenovela argentina producida y emitida por Canal 9 en 1986. Fue una versión libre de la radionovela Altanera Evangelina Garret, creada y adaptada por Alberto Migré. Protagonizada por Germán Kraus, Stella Maris Closas y Silvia Kutika.

## Sinopsis
El profesor Sergio Sache vuelve al país luego de 10 años, después de haber fracasado como actor. Se reencuentra con su antigua novia, María Amor, quien le consigue una cátedra como profesor de historia, en el colegio privado que regentean sus tías. Ella sigue enamorada de él, pero en la clase de 5.º año, una alumna, Viviana Viel, se enamora de él y trama mil peripecias para conquistarlo, al punto de asumir la personalidad de una hermana suya falsa, de sofisticados modales y elegante vestuario. María a su vez, comienza una relación con el sobrino de Sergio, Carlín, quien también es estudiante del colegio privado, y es 16 años menor que ella.
Sergio cae en la trampa de Viviana y se enamora de la falsa hermana, hasta que se descubre la verdad. Él se enfurece, y ella cae en un estado de conmoción, debido a una afección cardíaca grave que padece. Sergio perdona a Vivana y se casan, pero la diferencia de edades y la inmadurez de la joven, ponen en serio peligro el matrimonio. Viviana decide dejar a Sergio en libertad, pero él hará un intento por salvar su amor.

## Elenco
- Germán Krauss - Sergio Sache
- Stella Maris Closas - María Amor
- Silvia Kutika - Viviana Viel
- Gustavo Bermúdez - Carlos Cullén "Carlín"
- Mario Alarcón - Marcelo
- Marta Albanese - Leonor
- Clotilde Borella - Clotilde
- Silvia Cichello - Mirtha
- Ivonne Fournery
- Virginia Faiad
- Fabián Gianola - Rodolfo
- Julio Gini - Ernesto
- Aldo Kaiser - Evaristo
- Ernesto Larrese - Claudio
- Ricardo Lavié - Beto
- Daniel Lemes - Roque
- David Llewellyn - Ciriaco
- Inés Moreno - Coca
- Marta Moreno - Alba
- Gabriela Peret - Malena
- Mabel Pessen
- Elsa Piuselli
- Nya Quesada - Alfonsina
- Margarita Ros
- Patricia Rozas - Celadora

## Guion
La telenovela fue dirigida por Juan David Elicetche y Wilfredo Ferrán, y fue escrita por Alberto Migré, autor prolífico del género desde la década de 1950, conocido por historias como Rolando Rivas, taxista, Piel naranja, La cuñada y Ella contra mí, entre otras.

## Versiones
El hombre que amo se basó en la radionovela Altanera Evangelina Garret, creada por Alberto Migré. Las otras versiones de esta historia son:
- Altanera Evangelina Garret: Telenovela argentina realizada por Canal 13 en 1962, protagonizada por Atilio Marinelli y Mabel Landó.
- Adorable profesor Aldao: Telenovela argentina realizada por Canal 9 en 1968, protagonizada por Guillermo Bredeston y Beatriz Taibo.
- El adorable profesor Aldao: Telenovela peruana realizada por Panamericana Televisión en 1971, protagonizada por Julio Alemán y Regina Alcover.
- Pablo en nuestra piel: Telenovela argentina realizada por Canal 13 en 1977, protagonizada por Arturo Puig y María Valenzuela.
- Carmín: Telenovela peruana realizada por Panamericana Televisión en 1984, protagonizada por Patricia Pereyra y Roberto Moll.
- Besos robados: Telenovela venezolano-peruana realizada por Venevisión y Frecuencia Latina en 2004, protagonizada por Stephanie Cayo y Juan Carlos García.